# Институт сильноточной электроники СО РАН
Институт сильноточной электроники СО РАН — один из институтов Томского научного центра Сибирского отделения Российской академии наук. Расположен в Томском академгородке.
Из-за вторжения России на Украину институт находится под санкциями всех стран Евросоюза, США, Японии, Украины и Швейцарии.

## Общие сведения
Основными направлениями научной деятельности института являются разработка приборов сильноточной электроники, проблемы физической электроники, устройств и технологий, а также физика низкотемпературной плазмы и основы её применения в технологических процессах и другие современные проблемы физики плазмы.

### Разработки
В 1977 г. в НИИ были созданы мощные компактные генераторы линейно поляризованных однонаправленных пучков сверхширокополосного электромагнитного излучения с наносекундной и субнаносекундной длительностью импульса. Разработка была осуществлена в рамках
исследования действия сверхмощных гига- и тераваттных электрических импульсов на электронную аппаратуру.

## История
Институт был создан в 1977 году в Томском академгородке.

## Директора
Институт возглавляли:
- 1977—1986 — академик РАН Месяц, Геннадий Андреевич
- 1986—2002 — академик РАН Бугаев, Сергей Петрович.
- 2002—2006 — академик РАН Коровин, Сергей Дмитриевич.
- с 2006 — академик РАН Николай Александрович Ратахин.

## Структура
- Отдел импульсной техники — заведующий лабораторией и затем отделом по настоящее время доктор технических наук, академик РАН Ковальчук, Борис Михайлович[10]
- Отдел высоких плотностей энергии (основатель и первый руководитель лаборатории и отдела Лучинский, Андрей Владимирович[11])
- Отдел физической электроники
- Лаборатория плазменной эмиссионной электроники (заведующие: П. М. Щанин, до мая 2001 года, а затем Н. Н. Коваль)[12]
- Лаборатория высокочастотной электроники (с 1977 по 1986 год руководил академик С. П. Бугаев, а затем доктор физматнаук В. И. Кошелев)[13]
- Лаборатория вакуумной электроники
- Лаборатория газовых лазеров
- Лаборатория оптических излучений
- Лаборатория низкотемпературной плазмы
- Лаборатория прикладной электроники
- Лаборатория теоретической физики
- Лаборатория плазменных источников
- Конструкторско-технологический отдел
- Группа автоматизации научных исследований

## Дирекция
- Директор — Ратахин, Николай Александрович, академик РАН, профессор, доктор физико-математических наук[2][14]
- Зам. директора по научной работе:
  - Турчановский Игорь Юрьевич, кандидат физико-математических наук
  - Коваль Николай Николаевич, доктор технических наук
- Научный руководитель
  - Месяц, Геннадий Андреевич, академик РАН, профессор